# 最上川中山緑地公園
最上川中山緑地公園(もがみがわなかやまりょくちこうえん)は、山形県東村山郡中山町長崎にある公園（都市計画緑地）である。
親水公園と運動公園の2つを兼ね備えた公園となっている。

## 概要
最上川の河川敷に整備された公園。最上川対岸は寒河江市であり、中山町の北に位置する。最上川に架かる長崎大橋(国道112号)を境にせせらぎ公園と運動広場に分かれている。

## 施設概要
最上川せせらぎ公園
長崎大橋の東側に位置する。長崎地区にあることから長崎せせらぎ公園の名称も使用されている。
日本で初となる川の流れを利用した無動力ポンプで最上川からの揚水が行われている。園内のせせらぎのミニチュアは、最上川の源流から河口までの流れを再現している。
せせらぎ公園の東にはいも煮広場が存在し、秋には芋煮会が盛んに行われている。いも煮広場とともに最上川中山緑地グラウンド・ゴルフ場(ひまわりグラウンド・ゴルフ場)も隣接している。

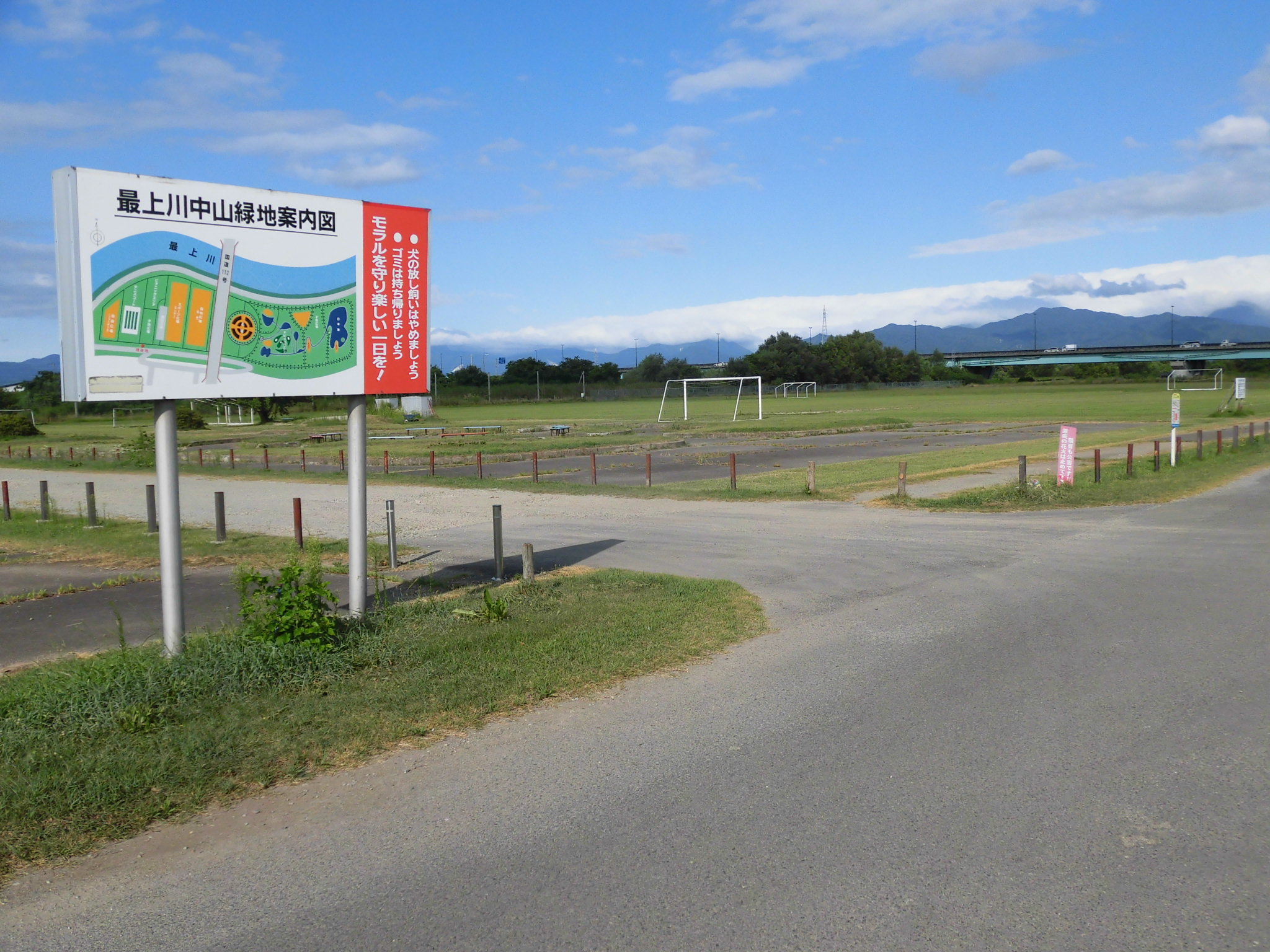
運動広場
長崎大橋の西側に位置する。野球場、サッカー場、ソフトボール場、テニスコートが存在する。他にも子ども広場とピクニックエリア、交通広場がある。

## アクセス
- JR左沢線羽前長崎駅より車で5分、徒歩15分。

## 周辺
- 最上川橋梁(左沢線)
- 中山町総合体育館
- ひまわり温泉 ゆ・ら・ら